# Novouliànovka (Bakhtxissarai)
|  | Per a altres significats, vegeu «Novouliànovka». |

Novouliànovka (en ucraïnès i en rus: Новоульяновка) és un poble de la República Autònoma de Crimea a Ucraïna, que el 2014 tenia 343 habitants. Pertany al districte de Bakhtxissarai. Fins al 1945 la vila es deia Otartxik.

## Població
Segons les dades del 2001 la composició de la població de la vila de Novouliànovka d'acord amb la llengua que empren és la següent:
| Llengua  | %     |
| -------- | ----- |
| Rus      | 64,36 |
| Tàtar    | 21,45 |
| Ucraïnès | 11,55 |
| Altres   | 1,32  |